# Ceraurus
Ceraurus is een geslacht van uitgestorven cheiruride trilobieten van het Midden-, maar veel zeldzamer, het Boven-Ordovicium.  

## Kenmerken
Ceraurus en soortgelijke geslachten variëren in grootte van minder dan een kwart inch tot ruim vijf centimeter. Deze trilobieten hebben elf borstsegmenten, een zeer kleine pygidia en lange genale en pygidiale stekels.

## Taxonomie
De taxonomie van het geslacht is problematisch, omdat de vele variaties van oogplaatsing, decoratiepatronen van wratjes en ruglengte de bepalende kenmerken van het geslacht in twijfel trekken. Ceraurus kan in feite ten minste vier geslachten zijn: Ceraurus sensu stricto en de geslachten, Gabriceraurus, Bufoceraurus en Leviceraurus.

## Voorkomen
Ceraurus kwam vrij veel voor in de Ordovicium van de staat New York, zuid-centraal en zuid-oost Ontario en de St. Lawrence Valley in Quebec, evenals in het Canadese Noordpoolgebied.

## Vindplaatsen
Soortgelijke geslachten van trilobieten komen voor in de ontsluitingen uit het Ordovicium van de Volkhov-rivier, in de buurt van Sint-Petersburg in Rusland. Ze worden vaak gevonden in lagen van het lager gelegen deel van de Grote Meren.